# My Life (chanson de The Game)
Pour les articles homonymes, voir My Life.
Singles de The Game
Dope Boys
(2008) Camera Phone
(2008)
Singles par Lil Wayne
Ya Heard Me
(2011) Can't Believe It
(2011)
My Life est une chanson interprétée par le rappeur américain The Game en featuring avec Lil Wayne. C'est le troisième single de l'album LAX sorti en août 2008. La chanson a été écrite par Cool & Dre et Lil Wayne.
Cette chanson a été reprise par le groupe suédois jj album jj n°3 sorti en 2010. Un remix de cette chanson est apparu avec le rappeur français La Fouine chantant à la place du couplet de Lil Wayne.

## Classement dans les hit-parades
My Life a été tout d'abord publié aux États-Unis puis par la suite en téléchargement digital sur iTunes. Aux États-Unis, elle prend la place 21 sur le Billboard Hot 100, classement qui fut assez important pour le rappeur The Game. La chanson a également fait ses débuts à la 32e position dans le Pop 100, basé sur les téléchargements. Au Canada, le single débute à la 42e place dans le Canadian Hot 100. Elle culmine à la 34e place dans le classement britannique.

## Clip vidéo
Le clip vidéo a été tourné le 23 juillet 2008. La vidéo a été réalisée par Bryan Barber. La scène se déroule principalement dans un cimetière et d'autres zones autour de Compton. Lil Wayne est présent dans ce clip avec quelques apparitions comme Birdman, cool & Dre ou encore Young Buck. La vidéo fait référence au gang Bloods. Le casque Beats by Dr. Dre qui est une référence dans beaucoup de clip américain est présent dans cette vidéo.

## Classements

### Classement hebdomadaire
| Classement (2008-2009)         | Meilleure position |
| ------------------------------ | ------------------ |
| Canada (Hot 100)               | 42                 |
| Irlande (IRMA)                 | 36                 |
| Suisse (Schweizer Hitparade)   | 49                 |
| Royaume-Uni (UK Singles Chart) | 34                 |
| Royaume-Uni (UK R&B Chart)     | 1                  |
| États-Unis (Hot 100)           | 21                 |
| États-Unis (Digital Songs)     | 6                  |
| États-Unis (R&B/Hip-Hop Songs) | 15                 |
| États-Unis (Rap Songs)         | 4                  |

### Classement annuel
| Classement (2008)    | Position |
| -------------------- | -------- |
| États-Unis (Hot 100) | 88       |